# Veleposlaništvo Republike Slovenije v Franciji
Veleposlaništvo Republike Slovenije v Franciji (uradni naziv Veleposlaništvo Republike Slovenije Pariz, Francija) je diplomatsko-konzularno predstavništvo (veleposlaništvo) Republike Slovenije s sedežem v Parizu (Francija). Poleg te države to veleposlaništvo pokriva še Monako.
Trenutna veleposlanica je Metka Ipavic.

## Veleposlaniki
- Renata Cvelbar Bek (8. september 2024–)[1]
- Metka Ipavic (2019–8. september 2024)
- Andrej Slapničar (2015–2019)
- Veronika Stabej (2010–2015)[2]
- Janez Šumrada (2006–2010)
- Magdalena Tovornik (2002–2006)
- Jožef Kunič (1997–1998)
- Andrej Capuder (1993–1997, 1999)